# Ryuthela tanikawai
Ryuthela tanikawai är en spindelart som beskrevs av Ono 1997. Ryuthela tanikawai ingår i släktet Ryuthela och familjen ledspindlar. Inga underarter finns listade i Catalogue of Life.